# سوپ ماکارونی
سوپ ماکارونی، نوعی سوپ است که ماکارونی ماده اصلی آن است. در کتاب مدیریت خانه خانم بیتون به این غذا و ارتباط آن با ایتالیا اشاره شده است. این غذا شامل پنیر پارمزان است. در اوایل قرن نوزدهم، سوپ ماکارونی یکی از رایج‌ترین غذاها در مهمانخانه‌های ایتالیایی بود.
در ابتدا این سوپ به عنوان غذایی برای بهبود سلامت معدنچیان فقیر مورد استفاده قرار گرفت. در مناطق فقیر در سوپ ماکارونی می‌توان از سبزیجات برای تأمین ویتامین‌ها و مواد معدنی استفاده کرد.سوپ ماکارونی به دلیل ارزان بودن، بخشی از منوی غذایی موسساتی مانند مدارس، بیمارستان‌ها و زندان‌ها است. می‌توان پروتئین‌هایی مانند دانه‌های سویا را برای تأمین مواد مغذی اضافه کرد. این غذا در سال ۱۸۹۶ در کتاب آشپزی مدارس گنجانده شد. در یک کتاب پیشنهاد شده است که از سوپ ماکارونی به عنوان غذا برای تسکین بیماران روانی مضطرب استفاده شود. این غذا در سال ۱۸۸۲ به عنوان بخشی از منوی دانشجویان در مموریال هال، هاروارد، سرو می‌شد، که در آنجا ظاهر غذایشان از طعمش بهتر توصیف می‌شد.